# Rastislavice
Rastislavice este o comună slovacă, aflată în districtul Nové Zámky din regiunea Nitra. Localitatea se află la altitudinea de 123 m deasupra n.m., se întinde pe o suprafață de 19,59 km2 și în 2017 număra 906 locuitori.

## Demografie
| An:                | 1994 | 2004   | 2014   | 2024   |
| ------------------ | ---- | ------ | ------ | ------ |
| Număr de persoane: | 913  | 923    | 900    | 958    |
| Diferență:         |      | +1,09% | −2,49% | +6,44% |

| An:                | 2023 | 2024   |
| ------------------ | ---- | ------ |
| Număr de persoane: | 953  | 958    |
| Diferență:         |      | +0,52% |